# Rana iberica
La rana patilarga (Rana iberica) es una pequeña rana roja, de la familia Ranidae, que sólo habita en áreas montañosas de la península ibérica.
Su hábitat natural son los arroyos y charcas de agua sobre sustrato rocoso y entre vegetación de ribera. Captura sobre todo presas terrestres, principalmente insectos y arañas.

## Descripción
La rana patilarga puede crecer hasta unos 7 cm de longitud, pero su tamaño más normal es de 5 cm. Las hembras tienden a ser más grandes que los machos. El tímpano se puede ver justo detrás del ojo y tiene aproximadamente la mitad de su tamaño de diámetro. Desde el lado de la cabeza hasta la ingle hay una cresta distinta, el pliegue dorsolateral, que distingue a esta especie de la rana común. La piel es lisa con granulaciones finas. El color es muy variable, siendo principalmente verde oliva, rojizo o marrón grisáceo, a veces con marcas más oscuras. Una raya oscura se extiende entre la fosa nasal y el ojo, y una delgada línea blanca marca el labio superior. Las patas traseras a veces tienen barras de color marrón oscuro. Las patas traseras son más palmeadas que la rana común. La parte inferior es pálida, a veces con manchas más oscuras, pero el centro de la garganta no está manchado.
Esta rana tiene una llamada distintiva, que generalmente se produce por la noche. Suena como "rao-rao-rao" y se emite a una velocidad de aproximadamente tres llamadas por segundo.

## Distribución
La rana patilarga es endémica de Portugal y del noroeste y centro de España. Es una especie de montaña y se ha registrado en altitudes de hasta 2.425 metros. Está presente en la mitad norte de Portugal y en España se encuentra en Galicia, Asturias, País Vasco, en el oeste de la Provincia de León y en el noroeste de la Provincia de Zamora, con poblaciones separadas en regiones montañosas del centro de España como el Sistema Central o los Montes de Toledo. Prefiere como hábitat arroyos y ríos de movimiento lento con vegetación abundante, estanques y lagunas. Comparte partes de su distribución con la rana dalmatina, la rana común y la rana temporaria.

## Estatus de conservación
La rana patilarga está amenazada por la pérdida de hábitat a través de la agricultura, la deforestación y la plantación de bosques no nativos. El desarrollo turístico y el uso recreativo de la tierra pueden causar disturbios en su medio. Las especies de peces introducidas y la presencia del visón americano (Neovison vison), fugado de las granjas de pieles, también amenaza su población. Partes de su distribución incluyen parques nacionales y naturales, como el parque natural del Gorbea, el parque natural de Izki, donde está protegida. En otros lugares, especialmente en las montañas del Sistema Central y Extremadura, las poblaciones están disminuyendo. La especie está clasificada como casi amenazada en la Lista Roja de Especies Amenazadas de la UICN.

## Enlaces externos

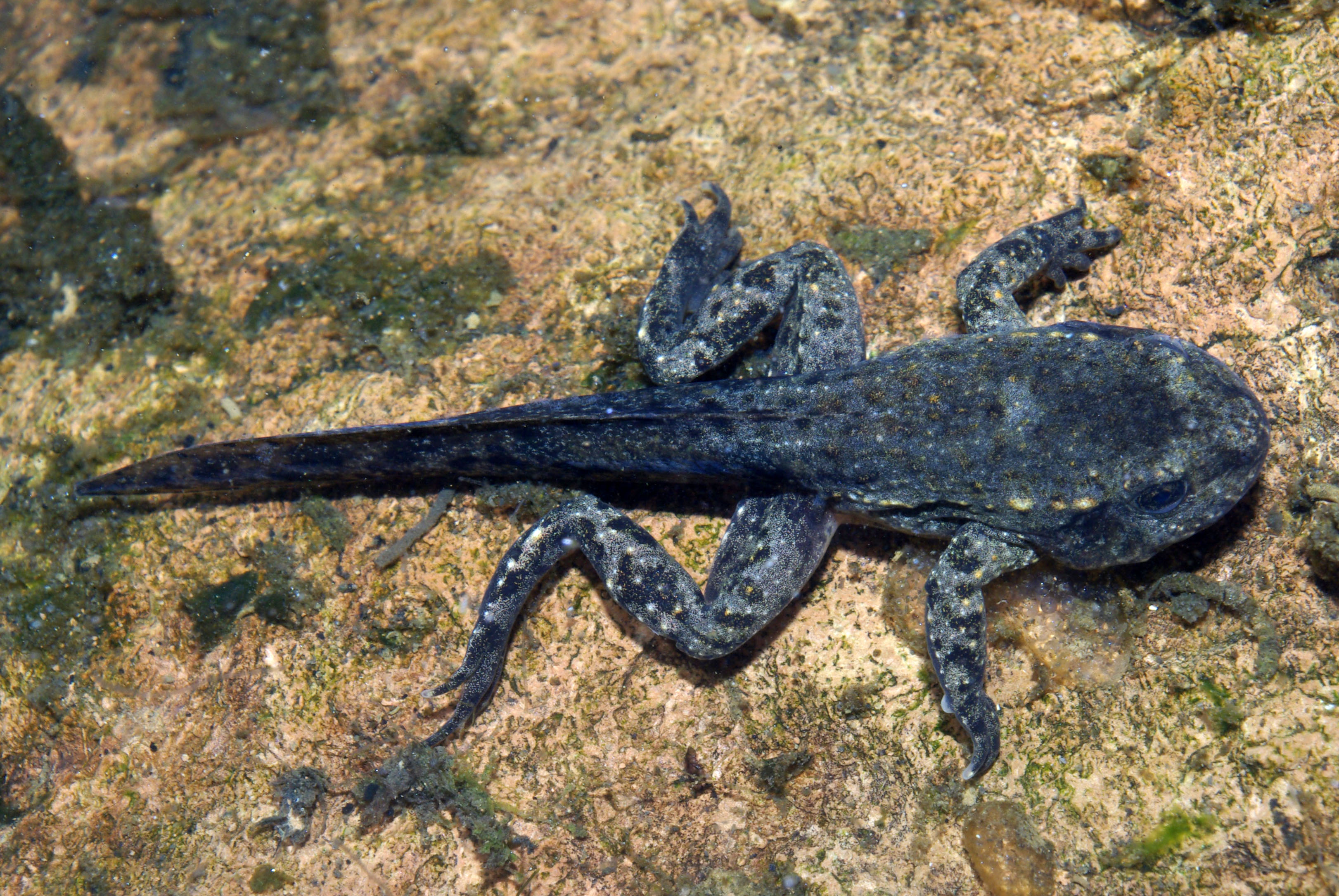
Renacuajo.